# Archeosmylus pectinatus
Archeosmylus pectinatus  (лат.) — ископаемый вид сетчатокрылых рода Archeosmylus из семейства Archeosmylidae (Permithonidae). Один из древнейших представителей отряда Neuroptera. Обнаружен в пермских отложениях Австралии (Новый Южный Уэльс,  Warner's Bay, Belmont, чансинский ярус, около 253 млн лет). Длина переднего крыла 11 мм, ширина 5,1 мм. 
Вид Archeosmylus pectinatus был впервые описан по отпечаткам в 1953 году вместе с Archexyela crosbyi, Archebittacus exilis, Lithosmylidia lineata, Mesogryllacris giganteus, T. grandipennis, Neoparachorista perkinsi, N. semiovena, N. splendida, Neopermopanorpa mesembria. Включён в состав рода Archeosmylus Riek 1953 вместе с видами Archeosmylus alysius, Archeosmylus complexus, Archeosmylus stigmatus, Archeosmylus costalis.